# روبر دو براکمون
روبر دو براکمون (فرانسوی: Robert de Bracquemont‎)یا موسن روبی د براکامونته (اسپانیایی: Mosén Rubí de Bracamonte‎) (زاده در سالهای ۱۳۵۰ درگذشته ۱۴۱۹)، همچنین به نام روبی و براکمون نیز شناخته شده است. اولین لُرد فوئنته ال سل و روبی د براکامنته، یک نجیب‌زاده اهل نورماندی بود که به عنوان دریاسالار فرانسه و کاستیل خدمت می‌نمود.

## زندگی
روبر چهارمین پسر رونو دوم دو براکمون و نوه رونیو اول دو براکمون و ایزابل دو بتنکور بود. همسر اول وی اینس گونزالس د مندوزا، دختر پدرو گونزالس د مندوزا و آلدونسا فرناندز د آیالا، متعلق به خاندان قدرتمند مندوزا بود.
او در سال ۱۳۸۶ به عنوان سفیر پادشاهی فرانسه در دربار انریکه سوم (اسپانیایی: Enrique III‎) وارد کاستیل شد.
در سال ۱۴۱۵ روبر دو براکمون دریاسالار فرانسه شد. وی بین سالهای ۱۴۱۵ و ۱۴۱۷  به عنوان حکمران اونفلور خدمت نمود.
وی در موسخون (اسپانیایی: Mocejón‎)در تولدو از اختیارات سلطنتی خاصی برخوردار شد، جایی که در سال ۱۴۱۹ درگذشت.